# Pseudocyttus maculatus
Pseudocyttus maculatus е вид лъчеперка от семейство Oreosomatidae.

## Разпространение и местообитание
Този вид е разпространен в Австралия, Антарктида, Аржентина, Намибия, Нова Зеландия, Суринам, Уругвай, Фолкландски острови, Френски южни и антарктически територии, Чили и Южна Африка.
Обитава крайбрежията на океани и морета. Среща се на дълбочина от 218,8 до 1500 m, при температура на водата от 1,4 до 8,7 °C и соленост 34,1 – 34,7 ‰.

## Описание
На дължина достигат до 68 cm, а теглото им е не повече от 5000 g.
Продължителността им на живот е около 100 години. Популацията на вида е намаляваща.